# Minkowice (Poméranie)
Pour les articles homonymes, voir Minkowice.
Minkowice est une localité polonaise de la voïvodie de Poméranie et du powiat de Puck. 